# Roztwór Ringera
Roztwór Ringera (Płyn Ringera) – rodzaj płynu infuzyjnego, jeden z krystaloidów, izotoniczny w stosunku do krwi człowieka.
Nazwa pochodzi od jego twórcy – Sydneya Ringera, brytyjskiego lekarza praktyka i farmakologa.

## Skład i właściwości fizykochemiczne[2][3][4][5]
1000 ml roztworu Ringera zawiera:
- 8,6 g chlorku sodu,
- 0,3 g chlorku potasu,
- 0,48 g sześciowodnego lub 0,333 g dwuwodnego lub 0,243 g bezwodnego chlorku wapnia
- Woda do iniekcji – do 1000,0 ml

Odpowiada to następującym stężeniom jonów:
- 147,2 mmol/l jonów sodu (Na+)
- 4,0 mmol/l jonów potasu (K+)
- 2,2 mmol/l jonów wapnia (Ca2+)
- 155,7 mmol/l jonów chlorkowych (Cl−).

Właściwości fizykochemiczne:
- pH = 5,0–7,5
- osmolarność = 309 mOsmol/l

## Mechanizm działania i właściwości farmakokinetyczne
- Nawodnienie – dostarczenie wody wraz z podstawowymi elektrolitami (poza magnezem) w stężeniach w przybliżeniu fizjologicznych (wyjątek stanowią jony chlorkowe znacznie przekraczające stężenie we krwi – dlatego, mimo iż jest to roztwór izotoniczny, nie jest izojoniczny[6]).
- Zwiększenie objętości płynu w przestrzeni wewnątrznaczyniowej (tzw. łożysku naczyniowym). Ten efekt objętościowy jest jednak krótkotrwały, gdyż roztwór Ringera, tak jak pozostałe krystaloidy, łatwo dyfunduje przez błony naczyń włosowatych – około 2/3 podanej objętości opuszcza szybko łożysko naczyniowe przechodząc do przestrzeni zewnątrznaczyniowej. Zatem zaledwie 1/3 podanej objętości krystaloidów pozostaje w układzie naczyniowym[7].

## Wskazania do stosowania[5]
- Odwodnienie izotoniczne bez względu na przyczynę (wymioty, biegunka, przetoki itp.) lub odwodnienie hipotoniczne,
- Uzupełnienie płynów i elektrolitów w zasadowicy hipochloremicznej,
- Hipochloremia,
- Hipowolemia jako skutek:
  - oparzenia (patrz też reguła Parkland),
  - ubytku wody/elektrolitów w trakcie zabiegu chirurgicznego,
  - utraty krwi (wstrząs krwotoczny) – w celu wstępnego wypełnienia łożyska naczyniowego;
- Jako rozcieńczalnik lub rozpuszczalnik dla leków i koncentratów elektrolitów nie wykazujących niezgodności.

Preferowany w chorobie oparzeniowej (zwłaszcza w pierwszych dobach) jest roztwór Ringera z dodatkiem mleczanu, ze względu na jego buforujące właściwości w kwasicy (niemleczanowej), która jest istotnym elementem patofizjologii tego stanu chorobowego.

## Przeciwwskazania[5]
- Bezwzględne:
  - Stany przewodnienia.

- Względne:
  - odwodnienie hipertoniczne
  - stany wymagające ograniczeń w przyjmowaniu sodu/wody (np. ciężka niewydolność nerek, obrzęk płuc, zastoinowa niewydolność serca, uogólnione obrzęki, nadciśnienie tętnicze)
  - hipernatremia
  - hiperchloremia
  - hiperkaliemia; niewydolność nerek związana ze zmniejszonym wydalaniem potasu
  - hiperkalcemia
  - jednoczesne stosowanie z glikozydami naparstnicy lub lekami moczopędnymi oszczędzającymi potas.

## Interakcje[5]
Leki zawierające szczawiany, fosforany, węglany lub wodorowęglany mogą się wytrącać po zmieszaniu z roztworem Ringera. Należy zawsze przed rozpuszczeniem leku sprawdzić jego zgodność z rozpuszczalnikiem.
Podczas transfuzji krwi nie należy przetaczać roztworu Ringera tym samym zestawem do przetoczeń ze względu na ryzyko wykrzepiania (wiązanie wapnia z cytrynianami, które są dodawane do koncentratu krwinek czerwonych).
U pacjentów leczonych jednocześnie kortykosteroidami należy zachować szczególną ostrożność.

### Interakcje związane z wapniem[11]
- Przeciwwskazane jest łączenie z glikozydami naparstnicy (szczególnie przy współwystępującej hipokaliemii) – ryzyko ciężkiej arytmii.
- Szczególna ostrożność jest wymagana podczas jednoczesnego stosowania diuretyków tiadyzowych – ryzyko hiperkalcemii.

### Interakcje związane z potasem[12]
Ze względu na sumowanie się efektu hiperkaliemicznego (co może powodować hiperkaliemię zagrażającą życiu), szczególnie u pacjentów z zaburzoną czynnością nerek:
- Przeciwwskazane jest łączenie z lekami moczopędnymi oszczędzającymi potas (triamteren, amiloryd, kanrenian potasu, spironolakton, eplerenon)
- Nie zaleca się łączenia z:
  - inhibitorami konwertazy angiotensyny,
  - takrolimusem.

## Działania niepożądane i powikłania[5]
- Związane z objętością podanego roztworu:
  - hiperwolemia (przeciążenie układu krążenia z obrzękiem płuc włącznie – zwłaszcza u pacjentów predysponowanych),
  - kwasica z rozcieńczenia[13].

- Związane z ilością podanych elektrolitów – np. hiperchloremia, kwasica hiperchloremiczna[14];
- Związane ze sposobem podania lub ze składnikami roztworu:
  - wzrost temperatury ciała,
  - zakażenie w miejscu podania,
  - zakrzepica lub zapalenie żył w miejscu wkłucia,
  - wynaczynienie.

## Dawkowanie[5]
Indywidualnie. Maksymalna dawka dobowa: 40 ml/kg m.c. Szybkość wlewu nie powinna przekraczać 5 ml/kg m.c./godz. (1,7 kropli/kg m.c./min). Podstawowe zapotrzebowanie na jony wynosi około:
- Na+: 1,5 – 3,0 mmol/kg m.c./24h
- K+: 0,8 – 1,0 mmol/kg m.c./24h.

## Różnice w składzie i modyfikacje roztworu Ringera[2][15][16]
Nie należy utożsamiać nazwy „roztwór Ringera” ze ściśle określoną recepturą, ponieważ preparaty różnych producentów mogą różnić się nieco składem ilościowym. Poza tymi różnicami istnieją jeszcze modyfikacje jakościowe.

### Przykłady modyfikacji roztworu Ringera
- roztwór Ringera z dodatkiem mleczanu (potocznie mleczan Ringera) – izotoniczny[3][18][19]
- roztwór Ringera z dodatkiem mleczanu i 5% glukozy – hipertoniczny[19][20]
- modyfikacja wyżej wymienionego, zawierająca również wodorofosforan potasu i chlorek magnezu – preparat Jonosteril Basic z glukozą[21][22]
- modyfikacja roztworu Ringera z dodatkiem mleczanu, zawierająca również chlorek magnezu – preparat Sterofundin – izotoniczny[18][20][23]
- roztwór Ringera z dodatkiem octanu sodu, np. preparaty Ionosteril, Eufusol – izotoniczne[18][24]
- roztwór Ringera z dodatkiem wodorowęglanu sodu[17]
- płyn Ringera hipertoniczny (Solutio Ringeri hypertonica PR)[16]:

| Rp. Natrii chlorati 9,0 Kalii chlorati 2,0 Calcii chlorati 2,0 Natrii bicarbonici 2,0 Aquae pro injectione ad 1000 ml. M.f.sol. wyjaławiać 121 °C/20 min. 1 atm. nadc. |

## Preparaty w Polsce
W Polsce od 2017 r. zarejestrowane są preparaty o następujących nazwach handlowych:
- płyny Ringera:

Injectio Solutionis Ringeri baxter (Lz.), Płyn Ringera Fresenius (Lz.), Ringer (Rp.), Roztwór Ringera (Lz.), Solutio Ringeri Fresenius (Lz.)
- płyny Ringera z mleczanami:

Płyn Ringera z mleczanami Fresenius (Lz.), Ringer Lactate (Rp.), Solutio Ringeri Lactate Fresenius (Lz.)
Przeznaczone są do stosowania w lecznictwie zamkniętym (Lz.) lub dostępne na receptę (Rp.).